# Leonardo Boff

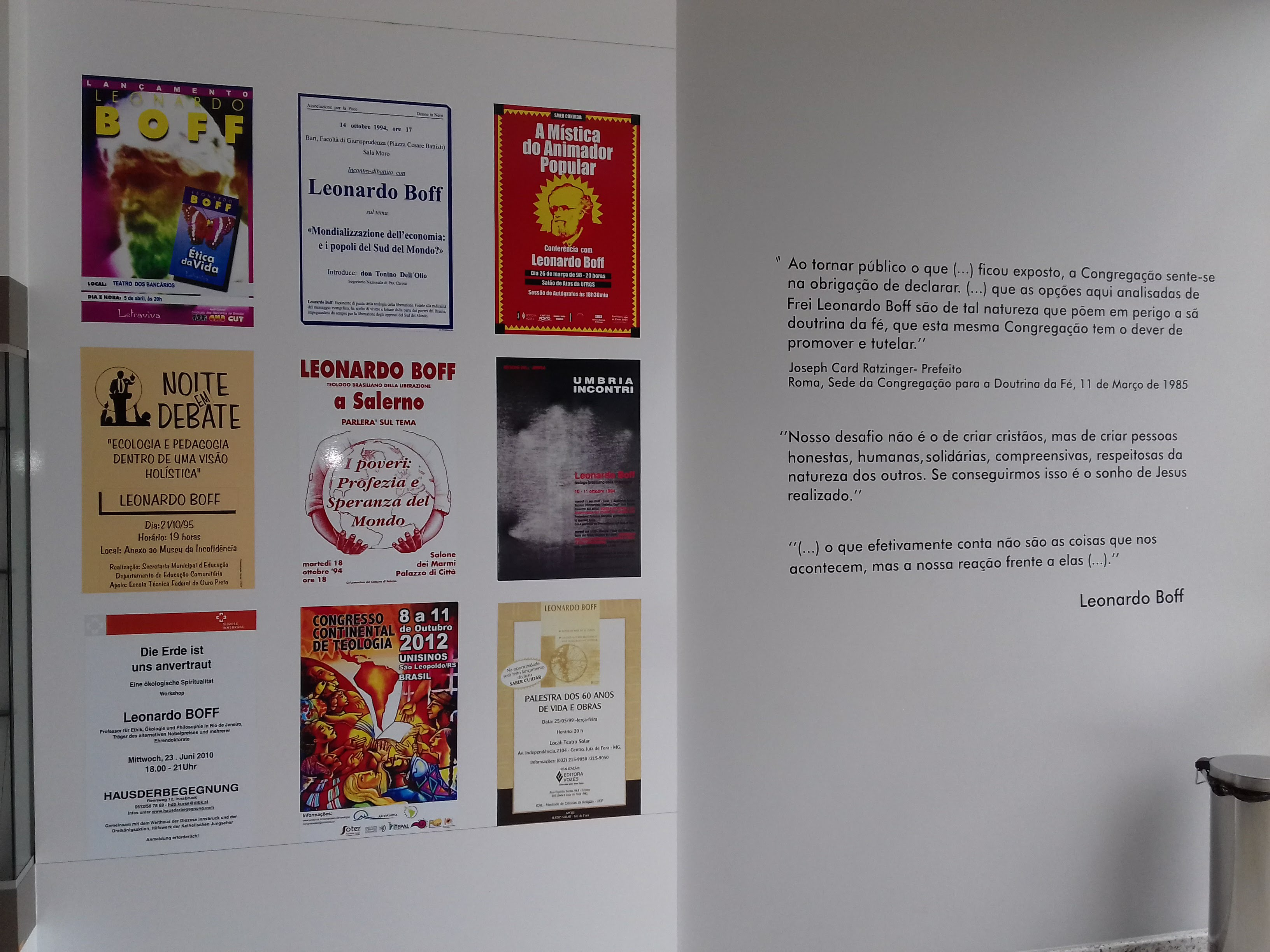
Galeria de Livro, em forma de imagem, na entrado do Centro de Cultura, em Concórdia-SC, sua terra natal.

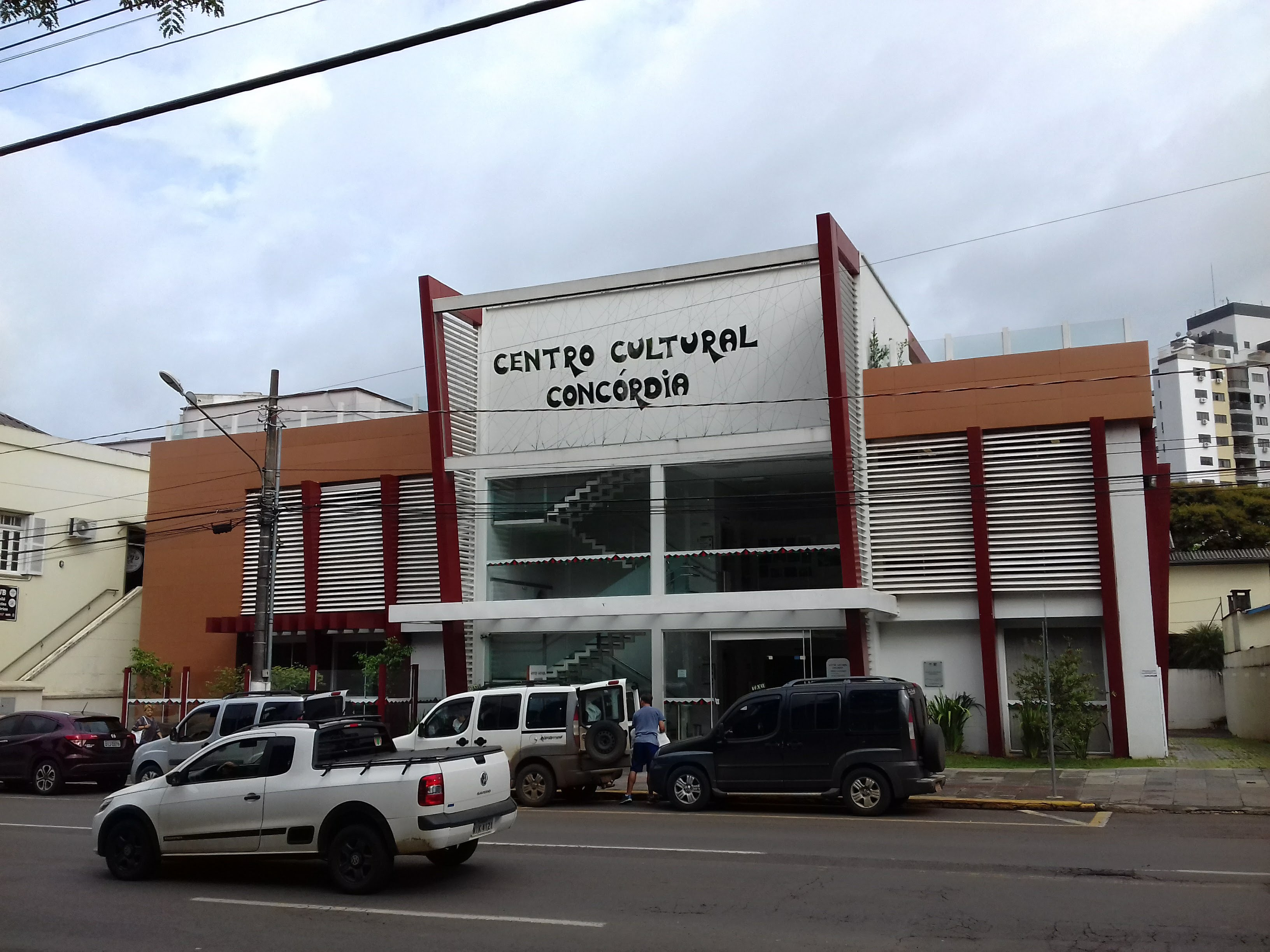
Centro Cultura de Concórdia - SC

Leonardo Boff, pseudônimo de Genézio Darci Boff (Concórdia, 14 de dezembro de 1938), é um teólogo, escritor, filósofo e professor universitário brasileiro. Simpatizante do socialismo, Boff é expoente da teologia da libertação no Brasil e conhecido internacionalmente por sua defesa dos direitos dos pobres e excluídos.
Foi membro da Ordem dos Frades Menores (franciscanos) e atualmente é professor emérito de Ética, Filosofia da Religião e Ecologia na Universidade do Estado do Rio de Janeiro (UERJ). Seu trabalho atual está relacionado principalmente às questões ambientais.

## Biografia
Neto de imigrantes italianos do Vêneto, Leonardo Boff ingressou na Ordem dos Frades Menores em 1959 e foi ordenado sacerdote em 1964. Em 1970, doutorou-se em Filosofia e Teologia na Universidade de Munique, Alemanha. Ao retornar ao Brasil, ajudou a consolidar a Teologia da Libertação em sua pátria. Lecionou Teologia Sistemática e Ecumênica no Instituto Teológico Franciscano em Petrópolis (RJ) durante vinte e dois anos. Foi editor das revistas Concilium (1970-1995) (Revista Internacional de Teologia), Revista de Cultura Vozes (1984-1992) e Revista Eclesiástica Brasileira (1970-1984).
Seus conceitos teológicos sobre a doutrina Católica com respeito à hierarquia da Igreja, expressos no livro Igreja, Carisma e Poder, renderam-lhe um processo junto à Congregação para a Doutrina da Fé, então dirigida por Joseph Ratzinger, depois Papa Bento XVI. O documento final desse processo foi assinado pelo próprio Cardeal Ratzinger e conclui que "as opções aqui analisadas de Frei Leonardo Boff são de tal natureza que põem em perigo a sã doutrina da fé, que esta mesma Congregação tem o dever de promover e tutelar". Em 1985, foi condenado a um ano de "silêncio obsequioso", perdendo sua cátedra e suas funções editoriais na Igreja Católica. Em 1986, recuperou algumas funções, mas sempre sob observação de seus superiores.  Em 1992, ante novo risco de punição, desligou-se da Ordem Franciscana e pediu dispensa do sacerdócio. Sem que esta dispensa lhe fosse concedida, uniu-se, então, à educadora popular e militante dos direitos humanos Márcia Monteiro da Silva Miranda, divorciada e mãe de seis filhos, com quem mantinha uma relação amorosa em segredo desde 1981. Boff afirma que nunca deixou a Igreja: "Continuei e continuo dentro da Igreja e fazendo teologia como antes", mas deixou de exercer a função de padre dentro da Igreja.
Sua reflexão teológica abrange os campos da Ética, Ecologia e da Espiritualidade, além de assessorar as Comunidades Eclesiais de Base (CEBs) e movimentos sociais como o MST. Trabalha também no campo do ecumenismo.
Sua reflexão teológica nasceu da necessidade de dar resposta a perguntas como:
1. Como anunciar a morte e ressurreição de Jesus a indígenas que estão sendo exterminados?
2. Como anunciar a Boa Nova da Salvação às populações exploradas?

Por isso, empregou o método da "dupla mediação", típico dos teólogos da libertação, pois recorre às ciências humanas e sociais para uma melhor compreensão da realidade, descobrir os mecanismos de opressão que ameaçam a vida dos pobres e para libertar a teologia de sua falsa neutralidade social, de sua suposta neutralidade política e de sua aparente indiferença ética, e também utiliza a hermenêutica para o estudo e interpretação dos textos fundadores do cristianismo, procurando analisar o contexto e o conteúdo desses textos, descobrir o seu significado original e interpretar seu significado atual a luz dos novos desafios.
Em 1993 foi aprovado em concurso público como professor de Ética, Filosofia da Religião e Ecologia na Universidade do Estado do Rio de Janeiro, onde é atualmente professor emérito.
Foi professor de Teologia e Espiritualidade em vários institutos do Brasil e exterior. Como professor visitante, lecionou nas seguintes instituições: de Universidade de Lisboa (Portugal), Universidade de Salamanca (Espanha), Universidade Harvard (Estados Unidos), Universidade de Basileia (Suíça) e Universidade de Heidelberg (Alemanha). É doutor honoris causa em Política pela Universidade de Turim, na Itália, em Teologia pela Universidade de Lund, na Suécia, e nas Faculdades EST – Escola Superior de Teologia em São Leopoldo (Rio Grande do Sul). Boff fala fluentemente alemão.
Sua produção literária e teológica é superior a 60 livros, entre eles o best-seller A Águia e a Galinha.  A maioria de suas obras foram publicadas no exterior.
Atualmente, viaja pelo Brasil dando palestras sobre os temas abordados em seus livros, participando também de encontros da Agenda 21.
Vive em Petrópolis (RJ) com sua companheira, a educadora popular Márcia Miranda.

## Metodologia
A metodologia empregada por Boff não tem como ponto de partida a revelação, nem dogmas, mas a realidade social. Por isso, o primeiro passo é a análise crítica da realidade: que ele chama de "leitura sócio analítica estrutural", trata-se de uma leitura crítica e dialética, que pretende desmascarar os mecanismos de opressão, propor alternativas de transformação e traduzir de modo mais adequado as exigências libertadoras da fé.
O segundo passo é a mediação hermenêutica ou leitura teológica da realidade a partir da prática libertadora que se move na perspectiva da libertação dos pobres e oprimidos, e, portanto, busca descobrir as esperanças e as aspirações histórica-salvíficas e também os obstáculos para a realização do Reino de Deus na história humana, além disso, é feita uma leitura crítico-libertadora da tradição cristã, reconhecendo a dimensão objetiva desse movimentos de libertação que trabalha para a transformação integral.
O terceiro momento é a mediação prática. Sua teologia pretende ser militante, comprometida e libertadora, ressalvando que a prática da teologia da libertação não se reduz ao puro ativismo externo, que não busca mudar as pessoas. O objetivo final desta metodologia é a salvação na forma de libertação integral. Os conceitos de salvação e libertação empregados por Boff não são reducionistas. A salvação anunciada pelo cristianismo é, para Boff, um conceito totalizador que não se limita às libertações econômicas, sociais e ideológicas, porém, tal salvação está ligada à luta por essas libertações. A salvação definitiva e escatológica se antecipa por meio das libertações parciais intra-históricas em todos os níveis da realidade e está aberta à plenitude que somente se pode alcançar no Reino de Deus.

## Cristologia
Em 1972, Boff publicou "Jesus Cristo Libertador", onde apresenta um Jesus livre de visões pietistas e voltado aos interesses dos mais pobres. Depois publicou "Jesus Cristo e a libertação do homem". Boff sustenta uma cristologia que proclama Jesus como libertador da América Latina.
A cristologia de Boff se caracteriza pela primazia dos elementos antropológicos sobre os eclesiológicos e dos elementos sociais sobre os individuais. Boff valoriza os aspectos humanos de Jesus e sua relevância libertadora, destaca que a originalidade de Jesus se manifesta quando este corrige os ensinamentos de seus antepassados, em oposição ao sistema e à dimensão meramente subjetiva da fé. Boff apresenta o Reino de Deus como uma utopia e a práxis de Jesus como um processo de libertação, historificação do Reino, corporificação do amar a Deus e a conversão como exigência para a libertação que resulta em transformações dos relacionamentos em todos os níveis.
Boff sustenta que existe uma vinculação entre a paixão de Cristo e o sofrimento humano. Segundo Boff, A paixão de Cristo não tem como função legitimar a necessidade do sofrimento nem a aceitação resignada da existência do mal; sua função é denunciar os mecanismos geradores de sofrimento e convidar a lutar contra a dor e suas causas. A morte de Jesus não é um momento fatal, nem um ato de resignação, e muito menos uma exigência de Deus; mas o resultado da práxis de conflito que Jesus teve com os poderosos de seu tempo. A ressurreição é apresentada como realização da utopia humana e antecipação da libertação definitiva.
Influenciado inicialmente por Teilhard de Chardin, Boff elaborou uma cristologia transcendental e cósmica. Para os cristãos, a realidade histórica (passado, presente e futuro) está "cristificada", ou seja, inserida no mistério de Cristo.
A libertação ocorre por meio do seguimento de Jesus, o que significa continuar sua obra e, desse modo, alcançar a plenitude.

## Comunidades Eclesiais de Base
Boff vê a Igreja como o Povo de Deus na aventura da humanidade comprometido com os pobres e organizado em comunidades eclesiais de base. Boff é um crítico das estruturas eclesiásticas de dominação da Igreja Católica Romana que supervalorizariam a instituição, a doutrina, os dogmas, os ritos, o clero e os sacramentos. Além disso, tais estruturas rejeitariam o pluralismo doutrinal, ético e organizativo; e imporiam a uniformização, a divisão discriminatória entre: Igreja discente e Igreja docente; clérigos e leigos; hierarquia e povo de Deus.
Além disso, Boff defende uma estrutura eclesial fundada nos carismas, que seria capaz de conservar um elevado grau de integração, de evitar as atuais formas de dominação e de impedir que espíritos pouco evangélicos se apropriassem do poder sagrado em um ato de autoritarismo e de simonia.
Segundo Boff, as comunidades eclesiais de base seriam um novo modo de ser Igreja e de experimentar a salvação comunitariamente, o lugar de encontro do povo oprimido e crente. Seriam capazes de "reinventar a Igreja" e por em marcha uma verdadeira "eclesiogênesis" a partir da fé do povo. O movimento comunitário de base seria uma ruptura com o monopólio do poder religioso e social, e a inauguração de um novo processo de estruturação da Igreja e da sociedade com uma divisão distinta do trabalho tanto social como eclesiástico.
Por outro lado, Boff ressalva que as comunidades de base não seriam antagônicas à Igreja-instituição, nem teriam a intenção de converter-se em uma Igreja paralela, nem poriam em perigo a comunhão eclesial e nem conduziriam à ruptura com a hierarquia.
Boff procurou construir pontes entre a teologia, a práxis e a espiritualidade, demonstrando que são interdependentes e não realidades autônomas. Ele sustenta que a espiritualidade estaria na base da reflexão teológica, que seria a sua raiz; que a práxis libertadora dos cristãos seria uma experiência espiritual de encontro com o "Senhor dos pobres"; que a espiritualidade libertadora se traduziria em "santidade política e militante", que resultaria na luta contra as próprias paixões e contra os mecanismos de exploração e de destruição da comunidade. Os cristãos deveriam ser "contemplativos na libertação."

## Teologia da libertação em perspectiva ecológica
Boff é considerado um pioneiro na incorporação das bandeiras ecológicas à teologia da libertação. Nesse contexto, questiona a suposta força emancipadora do paradigma técnico-científico, critica a concepção de "progresso infinito", tendo em vista que os recursos naturais são limitados. Portanto, propõe o paradigma "cosmocêntrico", que entende a realidade de maneira unitária/holística, como condição necessária para a sobrevivência do planeta e da humanidade. Nesse novo paradigma o ser humano não faria uma competição com a natureza, mas um haveria um diálogo simétrico entre dois "sujeitos" e não entre sujeito e objeto, tendo em vista que esta perspectiva teológica, entende que o ser humano e a natureza se situam no mesmo plano, pois são criação e imagem de Deus.
Boff propõe uma teologia da libertação em perspectiva ecológica que possa oferecer respostas à questão da pobreza, que destrói o tecido vital de milhões de seres humanos; e à questão da violência contra a terra, que gera um desequilíbrio no planeta, ameaçado pela depredação "selvagem" do suposto modelo "civilizado" de desenvolvimento. Ele entende que o grito do pobre e o grito da terra não são clamores independentes, mas um mesmo e único clamor, e nesse contexto lembra o teor de Romanos 8:19–25.

## Ética libertadora integral e inclusiva
Outro aspecto das reflexões de Boff passa pela elaboração de uma ética libertadora integral e inclusiva, que se importe com todas as dimensões do ser humano e da natureza, nesse contexto, defende a necessidade de um novo pacto ético entre os seres humanos que leve em conta aspectos sociais e ecológicos, que teria como objetivo preservar o futuro comum do planeta e da humanidade, que seria ameaçado pela depredação ambiental e a injustiça estrutural. Esse pacto exigiria pensar não apenas em nós mas, também nas gerações futuras. Sua obra mais emblemática neste terreno ético é a trilogia: "Virtudes públicas para outro mundo possível", onde propõe uma globalização com rosto humano. Boff vê as crises como oportunidades para uma transição para um novo paradigma de vida caracterizada pelo sentido planetário e cósmico da existência humana. Boff enaltece as seguintes virtudes: hospitalidade, convivência, respeito, tolerância, cuidado, comer e beber juntos, e viver em paz:
1. A hospitalidade seria uma virtude necessária em tempos de crises migratórias. A hospitalidade seria um direito e um dever de todos, mais do que isso, um imperativo ético que deveria ser praticado de maneira incondicional. Nessa perspectiva, a hospitalidade inclui a acolhida generosa, a escuta atenta, a negociação honesta, a renúncia desinteressada, a responsabilidade consciente, a transformação inteligente e deve resultar em políticas sociais de acolhida aos imigrantes, de inclusão daquele que é diferente.
2. A convivência seria a virtude central da atual fase planetária e deveria ser entendida em sua dupla dimensão: psicossocial e cósmica. Essa virtude permitira conviver com os diferentes em um mundo interplanetário, intercultural, inter-religioso e inter-étnico. A tolerância e o respeito seriam dois aspectos fundamentais da "virtude da convivência";
3. O cuidado, definido como uma relação amorosa com a realidade seria uma virtude ligada à essência do ser humano. Trata-se de uma virtude que ativaria a sensibilidade dos seres humanos em relação aos seus semelhantes e a tudo que nos rodeia. Essa virtude incluiria o reconhecimento do outro, a preocupação pelo outro, o sentir com o outro, além disso, essa virtude nos levaria ter uma atitude cuidadosa com o planeta. Sem essa virtude, nos desumanizamos;
4. A virtude de "comer e beber juntos" tem um conteúdo material e relaciona-se com a dimensão "anímica" do ser humano. "Comer e beber" (comensalidade) seria mais que um direito e um dever de todos os seres humanos; seria um imperativo moral que não admitiria exceções nem exclusões. A fome e a desnutrição de milhões de seres humanos seriam crimes de lesa humanidade e um escândalo social, tendo em vista que teríamos meios e recursos técnicos para alimentar a todos os habitantes do planeta. Boff defende a agricultura orgânica, é um dos críticos dos transgênicos e manifesta preocupação com a crescente escassez de recursos hídricos;
5. Concretizar a virtude do "viver em paz" não seria tarefa fácil, pois a violência está dentro de cada um de nós e uma atitude pacífica exige uma pedagogia interior da não violência, que se expresse na linguagem e nas atitudes. Além da violência interior, vivemos imersos em um meio social violento (a violência patriarcal, a violência cultural, a violência da economia capitalista e a violência originária do cosmos). Enquanto se mantiverem ativas estas formas de violência e existam pessoas famintas e falta de solidariedade, não poderia haver paz no mundo. Entretanto, Boff acredita que a paz seria possível e necessária.[11]

## Controvérsias
Alguns teólogos divergem quanto à base da teologia de Leonardo Boff. Dentre estes, destaca-se seu irmão Frei Clodovis Boff, professor da PUC de Curitiba, que, em 2007, publicou um artigo denominado "Teologia da Libertação e volta ao fundamento", no qual afirmou que o engano fatal consiste em colocar o pobre como primeiro princípio operativo da teologia, substituindo-o a Deus e a Jesus Cristo. "Desde este engano de princípio só podem derivar-se efeitos funestos. Quando o pobre adquire o estado de primum epistemológico, o que acontece com a fé e sua doutrina a nível de teologia e de pastoral? O resultado inevitável é a politização da fé, sua redução a instrumento para a libertação social".
Leonardo Boff apresentou uma resposta à Clodovis, em maio de 2008, por meio de um artigo denominado "Pelos pobres contra a estreiteza do método". Lembrou Leonardo que foi Jesus mesmo, o Juiz Supremo quem se identificou com os pobres: «todas as vezes que fizestes a um destes meus irmãos menores, foi a mim que o fizestes» (Mateus 25:40). Achou "sintomático e perturbador que o texto de Mateus 25:31-46, tão central para a teologia e particularmente para Teologia da Libertação, não seja citado nenhuma vez por Clodovis".

## Prêmios
- Prêmio conferido a Jésus Christ Libérateur. Paris, Du Cerf, como livro religioso do ano na França (1988)[16]
- Prêmio conferido a The Lord's Prayer. Quezon City, como livro religioso do ano nas Filipinas (1984)
- Herbert Haag Preis Freiheit in der Kirche, prêmio pela liberdade na Igreja, de Lucerna, Suíça (1985)[17]
- Prêmio conferido a Passion of Christ, Passion of the World. New York, Orbis Books, como livro religioso do ano nos USA (1987)
- Prêmio Internacional Alfonso Comin, concedido pela fundação Alfonso Comin e pela prefeitura de Barcelona, por seu trabalho comunitário e em prol dos direitos dos empobrecidos e marginalizados (1987)[18]
- Prêmio dos editores de livros religiosos em idioma alemão pelo conjunto de sua obra traduzida para o alemão em Frankfurt (1988)
- Prêmio Thomas Morus Medaille der Thomas Morus Gesellschaft pela firmeza da consciência (Standfestigkeit des Gewissens) (1992)
- Prêmio Nacional de Direitos Humanos (1992)
- Prêmio Sergio Buarque de Holanda (Biblioteca Nacional - Ministério da Cultura), para a obra Ecologia: grito da Terra, grito dos pobres. S.Paulo, Ed. Ática, como ensaio social do ano (1994)
- Prêmio Right Livelihood (Correto Modo de Vida), conhecido como o Nobel alternativo, Estocolmo, Suécia (2001).[19]
- Doutor Honoris Causa da Escola Superior de Teologia, instituição da Igreja Evangélica de Confissão Luterana no Brasil, pelo seu compromisso ecumênico a partir do diálogo com a teologia protestante e à reflexão entre teologia e ecologia (2008).

## Obras selecionadas
- O evangelho do Cristo Cósmico. Petrópolis: Vozes, 1971.
- O caminhar da igreja com os oprimidos - Do vale das lágrimas à terra prometida. Rio de Janeiro: Codecri, 1981.
- América Latina: Da conquista à nova evangelização. São Paulo: Ática. 1992
- Ecologia: Grito da Terra, Grito dos Pobres, São Paulo: Ática, 1995.
- Casamento entre o céu e a terra. Rio de Janeiro: Salamandra, 2001.
- A Águia e a Galinha. Petrópolis: Vozes, 2002.
- Experimentar Deus. A transparência de todas as coisas, Campinas: Verus, 2002.
- São José, a personificação do Pai. Campinas: Verus, 2005.
- Igreja: carisma e poder. Ensaios de uma eclesiologia militante. São Paulo: Record, 2005.
- Ética da vida. Rio de Janeiro: Sextante, 2005.
- A força da ternura. Pensamentos para um mundo igualitário, solidário, pleno e amoroso. Rio de Janeiro: Sextante, 2006.
- Masculino e Feminino. Experiências vividas. Rio de Janeiro: Record, 2007.
- Homem: Satã ou Anjo Bom. Rio de Janeiro: Record, 2008.
- Ecologia, Mundialização, Espiritualidade. Rio de Janeiro: Record, 2008.
- O Evangelho do Cristo cósmico. A busca da unidade do Todo na ciência e na religião. Rio de Janeiro: Record, 2008.
- Eclesiogênese: a reinvenção da Igreja. Rio de Janeiro: Record, 2008.
- Meditação da Luz - O caminho da simplicidade. Petrópolis (RJ): Vozes, 2009.
- Saber cuidar. Petrópolis: Vozes, 2011.